# Млава (град)
Мла̀ва (на полски: Mława) е град в Полша, Мазовско войводство. Административен център е на Млавски окръг. Обособен е в самостоятелна градска община с площ 34,80 км2.

## География
Градът се намира в историческата област Мазовия. Разположен е на 127 километра северно от Варшава, на 39 километра северозападно от Чеханов, на 76 километра южно от Олщин, на 88 километра западно от Остроленка и на 155 километра източно от Торун.

## История
Селището получава градски права през 1429 година. В периода 1975 – 1998 година е част от Чехановското войводство.

## Население
Населението на града възлиза на 29 652 души (2010). Гъстотата е 852,07 души/км2.

## Личности

### Родени в града
- Роман Халачкевич – полски допломат
- Тадеуш Вацлав Кожибски – полски биохимик
- Халина Рудницка – полска писателка
- Ханна Рудзка-Цибисова – полска художничка
- Барбара Роговска – полска актриса
- Текля Бондажевска-Барановска – полска пианистка

## Градове партньори
- Бартошице, Полша
- Расейняй, Литва